# Мухолов сірощокий
Мухолов сірощокий (Poecilotriccus fumifrons) — вид горобцеподібних птахів родини тиранових (Tyrannidae). Мешкає в Південній Америці.

## Опис
Довжина птаха становить 9,5 см. Верхня частина тіла оливково-зелена. Нижня частина тіла сірувата, горло і верхня частина грудей білуваті, живіт жовтуватий. Крила чорнуваті з охристими смужками. Тім'я сірувате, від дзьоба до очей ідуть коричнювато-сірі смужки.

## Підвиди
Виділяють два підвиди:
- P. f. fumifrons (Hartlaub, 1853) — північно-східне узбережжя Бразилії (від Параїби до північно-східної Баїї);
- P. f. penardi (Hellmayr, 1905) — Суринаму, Французька Гвіана і північний схід бразильської Амазонії (на схід до Піауї і західної Сеари), а також локально на півдні Венесуели.

## Поширення і екологія
Сірощокі мухолови живуть у вологих рівнинних тропічних лісах, на узліссях, галявинах і в чагарникових заростях. Зустрічаються на висоті до 400 м над рівнем моря.